# De La Senyora (Sineuera)
De La Senyora, Sineuera es un cultivar de higuera de tipo higo común Ficus carica, unífera de higos de epidermis con color de fondo verde amarillento con sobre color amarillo verdoso. Se cultiva en la colección de higueras de Montserrat Pons i Boscana en Llucmajor, Islas Baleares.

## Sinonimia
- „sin sinónimos“,[3][5][6]

## Historia
Actualmente la cultiva en su colección de higueras baleares Montserrat Pons i Boscana, rescatada de un ejemplar o higuera madre cultivada en "can Barraquer" en el término de Sinéu, propiedad de Pep Feliu i Planas plantada por el mismo y por su padre en una sementera que ambos ganaron al monte circundante, transformándolo en terreno de cultivo.
Esta variedad produce un exudado a través de las grietas de pequeñas gotitas dulces, que le dan a los frutos maduros un aspecto característico.
La variedad 'De La Senyora, Sineuera' es originaria de Sinéu. Es cultivada y conocida en Sinéu, Lloret y Llubí, llamada con ese nombre como calificativo de elogio y distinción.
Según los autores Esterlich (La higuera y cultivo en España, 1910), y Roselló, Rallo y Sacarès (Les figueres Mallorquines, 1995), la variedad 'De La Senyora' tiene diferentes formas de nombrarla, tal como se ve en las sinonímias provocadas por la gran variabilidad que afecta a los caracteres morfológicos  de los higos y en menor grado al follaje. Así la variedad 'De La Senyora, Empordá' tiene unos frutos que son más del doble de peso de los de 'De La Senyora, Sineuera' y su color es morado rojizo con características que lo hace sinónimo de 'Hivernenca'.

## Características
La higuera 'De La Senyora, Sineuera' es una variedad unífera de tipo higo común. Árbol de tamaño mediano y vigorosidad, con copa espesa, ramas y follaje denso. Sus hojas con 3 lóbulos (95%) son las mayoritarias, de 1 lóbulo (<5%). Sus hojas con dientes presentes y márgenes dentados marcados. 'De La Senyora, Sineuera' tiene poco desprendimiento de higos, y un rendimiento productivo muy alto por cada árbol. La yema apical de color verde amarillento.
Los higos 'De La Senyora, Sineuera' son higos piriformes, bastante esférico, que presentan unos frutos medianos de unos 18,2 gramos en promedio, de epidermis de consistencia mediana, de color de fondo verde amarillento con sobre color amarillo verdoso. Ostiolo de 1 a 3 mm con escamas medianas rosadas. Pedúnculo de 4 a 8 mm cilíndrico verde claro. Grietas reticulares muy marcadas. Costillas prominentes. Con un ºBrix (grado de azúcar) de 27, sabor dulce empalagoso, con consistencia mediana, con color de la pulpa rojo oscuro. Con cavidad interna pequeña o ausente y una gran cantidad de aquenios medianos. Son de un inicio de maduración sobre el 12 de agosto al 18 de septiembre y de rendimiento por árbol muy alto y prolongado.
Se usa para higo fresco y seco en la alimentación humana. Producción alta y prolongada. Tienen difícil abscisión del pedúnculo y facilidad media de pelado. Son muy resistentes a las lluvias, la apertura del ostiolo, y al agriado, resistencia mediana al transporte, y poco susceptibles al desprendimiento.

## Cultivo
'De La Senyora, Sineuera' se utiliza en fresco y seco para consumo humano. Se está intentando recuperar a partir de ejemplares cultivados en la colección de higueras baleares de Montserrat Pons i Boscana en Llucmajor.